# Hyalospectra
Hyalospectra és un gènere de papallones nocturnes de la subfamília Drepaninae.

## Taxonomia
- Hyalospectra altipustularia Holloway, 1998
- Hyalospectra diaphana Warren, 1922
- Hyalospectra dierli Holloway, 1998
- Hyalospectra grisea Warren, 1906
- Hyalospectra labi Holloway, 1998
- Hyalospectra pustularia (Walker, 1861)

## Espècies antigues
- Hyalospectra arizana Wileman, 1911
- Hyalospectra hyalinata Moore, 1867